# Projet d'aménagement de la Grande Galerie du Louvre
 Projet d'aménagement de la Grande Galerie du Louvre est un tableau du peintre français Hubert Robert, réalisé en 1796.

## Description
Le tableau est une peinture à l'huile sur toile rectangulaire de 115 × 145 cm. Il représente de manière détaillée une vue imaginaire de la Grande Galerie du Louvre, à Paris. La Galerie présente un éclairage zénithal et est segmentée en travées par des séries de doubles colonnes corinthiennes et d'arcs-doubleaux. Elle contient de nombreuses œuvres d'art : des tableaux exposés à touche-touche le long des murs et des sculptures érigées dans des niches encadrées de pilastres ou au centre de l'espace. Quelques visiteurs sont présents, dont plusieurs copistes.

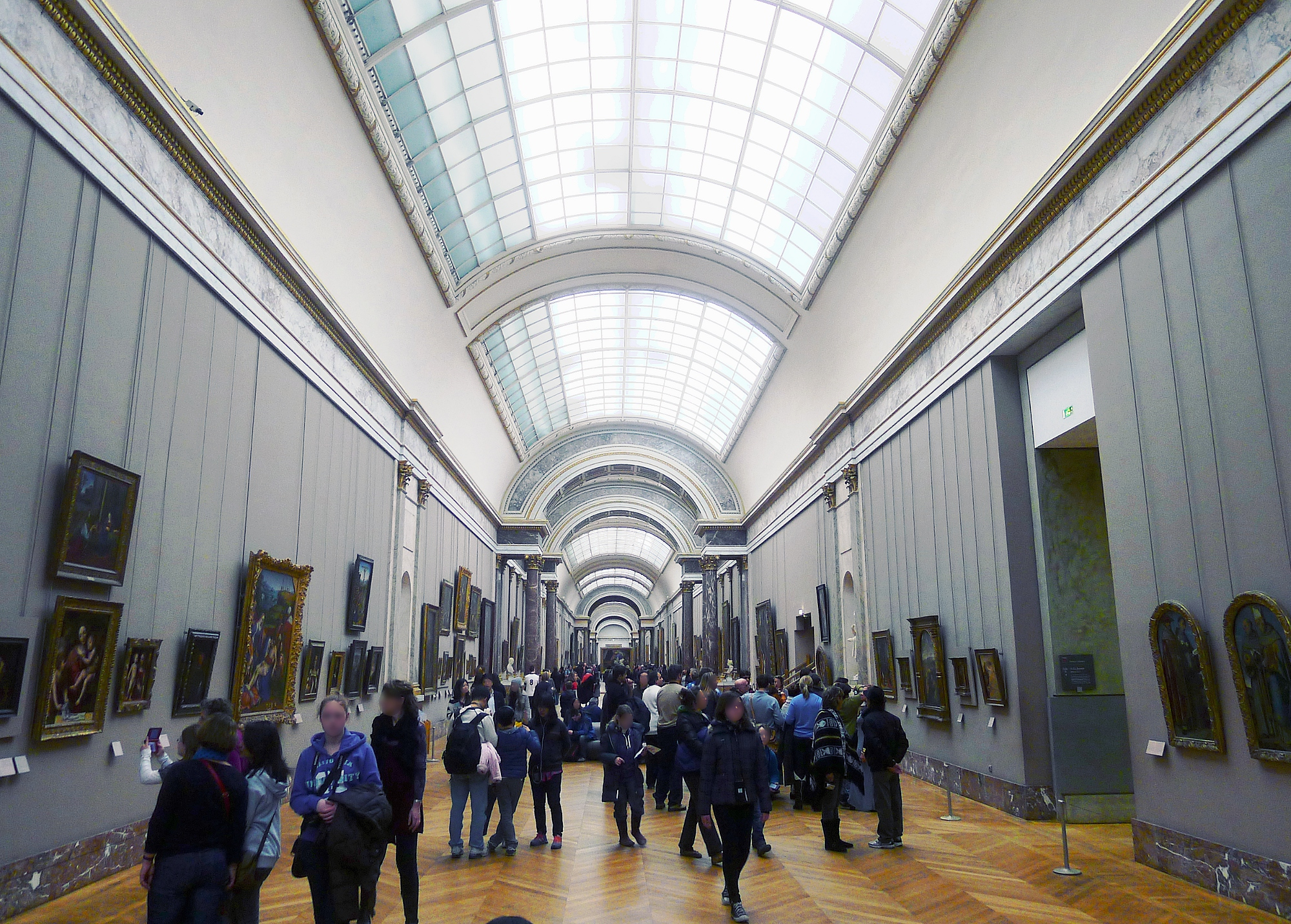
Vue actuelle de la Grande Galerie du Louvre.

## Histoire
Le projet d'un musée occupant le palais du Louvre débute dans le dernier quart du XVIIIe siècle. Les premiers tableaux y sont déposés depuis Versailles en 1785. Le musée ouvre pendant la Révolution française en 1793 ; il ne comprend alors que quelques centaines d'œuvres, exposées dans la Grande Galerie le long de la Seine.
Le peintre Hubert Robert est nommé garde des tableaux du roi en 1784 et est chargé d'étudier l'aménagement de la future Grande Galerie entre 1784 et 1792, puis entre 1795 et 1802,. Pour le Salon de 1796, il imagine une vue de la Galerie présentant les aménagements qu'il estime nécessaires, en particulier le percement de verrières permettant un éclairage zénithal des œuvres.
Le Louvre acquiert le tableau en 1975 ; il est exposé dans l'aile Sully, peintures françaises, salle 51.

## Autres tableaux
Hubert Robert réalise plusieurs autres tableaux prenant la Grande Galerie comme sujet : projets d'aménagement, tableaux descriptifs et même une vue imaginaire où il imagine la salle en ruines. Il peint également deux vues d'autres parties du Louvre : la rotonde de Mars et le guichet des Arts. Tous ces tableaux sont conservés au Louvre.
| Titre                                                        | Date               | Dimensions (H×L, cm) | Numéro d'inventaire | Notes | Image |
| ------------------------------------------------------------ | ------------------ | -------------------- | ------------------- | --- | ----- |
| Vue imaginaire de la Grande Galerie du Louvre                | 1789               | 65 × 81              | RF 1938-69          | Également nommé Une galerie de musée                                                                                 |       |
| Projet d'aménagement de la Grande Galerie, vers 1789         | 1789               | 46 × 55              | RF 1952-15          | Ce tableau présente un aménagement proposé par l'Académie d'architecture en 1786                                     |       |
| Vue du guichet des Arts, vers 1790                           | Vers 1790          | 46 × 38              | RF 1950-34          | Représente le guichet des Arts                                                                                       |       |
| Vue imaginaire de la Grande Galerie du Louvre en ruines      | 1796               | 115 × 145            | RF 1975-11          | |       |
| Projet d'aménagement de la Grande Galerie du Louvre          | 1796               | 115 × 145            | RF 1975-10          | |       |
| La Grande Galerie, vers 1795                                 | Vers 1796          | 37 × 41              | RF 1948-36          | La Grande Galerie est représentée telle qu'elle existe au moment de sa première ouverture au public                  |       |
| Projet d'aménagement de la Grande Galerie, vers 1798         | Vers 1798          | 33 × 42              | RF 2050             | La Galerie est munie de verrières et de colonnes corinthiennes ; ce type d'aménagement est d'ailleurs retenu en 1937 |       |
| La Grande Galerie en cours de restauration, vers 1798-1799   | Vers 1799          | 42 × 55              | RF 1946-29          | La Grande Galerie est restaurée entre 1796 et 1799                                                                   |       |
| Projet d'aménagement de la rotonde de Mars, vers 1797 - 1800 | Vers 1800          | 41 × 54              | RF 1948-37          | La rotonde de Mars sert d'entrée au musée des Antiques à partir de 1803                                              |       |
| La Grande Galerie, entre 1801 et 1805                        | Entre 1801 et 1805 | 37 × 46              | RF 1964-34          | |       |